# Azusayumi
Un azusayumi (梓弓?) es un arco musical japonés hecho de la madera de catalpa (梓 azusa?). El toque del azusayumi forma parte de algunos rituales sintoístas. 
Antiguamente se realizaba el toque musical del arco durante los rituales y los nacimientos con el fin de ahuyentar a los malos espíritus. Actualmente el azusayumi se utiliza en dos actividades: durante el  Año Nuevo, en donde se lleva a cabo un festival de arquería llamado, matsuriyumi (祭り弓?) en el que se determina la buena fortuna del año que comienza. La segunda actividad es mediante la adivinación de la fortuna, en las que las sacerdotisas que ejecutan se llaman azusamiko (梓巫女?).
En la poesía japonesa, la palabra azusayumi funciona como un makurakotoba (palabra acolchada), o palabra decorativa muy usada en la poesía clásica tales como el Man'yōshū.